# テキストサイト
テキストサイトとは、文章をメインコンテンツにしたウェブサイトの内、面白ネタ・身内ネタが中心な文書（テキスト）によるお遊びを展開する日記調のサイトである。ウェブ黎明期の1990年代後半から2002年頃までの日本語コミュニティで流行し、ブログの登場などシステムの発達やウェブコンテンツの多様化とともに2003年以降存在感を失っていった。

## 概要
単純なHTMLで記述されたほぼ文書のみのウェブサイトである。文章の強調や改行を多く使う事により、文章でありながら話言葉やコントに近い表現に特徴がある。匿名の素人個人や稀にグループなどが趣味として制作・運営していた。
いくつかのサイトでは多くの訪問者を集めた。これは1990年代後半当時のウェブは黎明期であり、コンテンツが限られていたこと、個人発信が容易なインフラを手にして実験的な機運が高まっていたことなどが挙げられる。
こうした点は初期の2ちゃんねると共通する部分もあるが、電子掲示板という集合知と特定個人の一方的な発信という大きな違いがある。
なお、テキスト主体の原始的なサイトデザインという点についてはブロードバンド未整備という当時の低質な通信環境が背景にある。但し、可能な中で見映えの良さを目指したサイトも存在しており、それらは「コジャレ系」と呼ばれた。
サイト運営者の中には小説家やライターとして出世した者も現れた。代表的な人物として「クリアラバーソウル」の桑島由一、「HEXAGON」のヤマグチノボル、「宇佐教授の無駄学研究室」の宇佐義大、「オレイズム」のヨッピーなどが挙げられる。
その後、2003年頃までにコンテンツ管理システムを使ったブログサービスが登場、2004年には日本語ソーシャル・ネットワーキング・サービスの草分けmixiが登場するなどシステムやサービスが急発展し、個人メディアや同好コミュニティの主流はそちらへ移行していった。
ウェブ上のコンテンツが多様化し、更にはテキストサイトとブログの境目が失われていくなかで、ウェブ上ロボット型検索エンジン対策が強い商業ブログサービスの普及が進み、結果としてテキストサイトは存在感を失っていった。
一方、テキストサイトに見られた独自の様式や文化のエッセンスは一部の商業サイトに引き継がれ、テキストサイトを運営していた人物が関わっているものがある。デイリーポータルZやオモコロが代表例である。

## 著名なテキストサイト
- 侍魂
運営者は健。「先行者」という中国のロボットについての「最先端ロボット技術」や、「ヒットマン事件簿」「富士山登山記」などが人気を博し、絶頂期には1日20万PVをたたきだした[1]。
- ろじっくぱらだいす
運営者はワタナベ。非モテ系の祭典「クリスマス殲滅委員会」を主催するなど、自虐ネタをメインにするサイトの中心にいた。
- バーチャルネットアイドル・ちゆ１２歳
運営者はちゆ。サブカルネタが中心。絶大な人気で多くのクローンサイトが発生し、ちゆ１２歳を中心とした「バーチャルネットアイドル」（VNI）というジャンルを作り出した。